# Rädigke
Rädigke is een plaats in de Duitse gemeente Rabenstein/Fläming, deelstaat Brandenburg, en telt 148 inwoners (2006).